# Jagat Seth
I Jagat Seth furono una delle più potenti famiglie di banchieri dell'India nel Settecento. Per le loro ramificazioni e collegamenti politici erano detti "banchieri del mondo". 

## Storia
La famiglia Jagat Seth era originaria di Jodhpur, nel Rajasthan, ed apparteneva alla comunità dei banchieri Marwari, che dominavano l'attività bancaria in molte regioni dell'India. 
In particolare i Jagat Seth  dominavano l'attività finanziaria nell'India settentrionale. La famiglia si era costruita una fortuna economica, in virtù del controllo della zecca imperiale e di una massiccia attività creditizia. 
Essi divennero gli alleati anche di molti governi regionali di cui gestivano gli aspetti economici: l'acquisto del metallo prezioso e la sua coniazione; la riscossione delle imposte e l'invio del dovuto al tesoro imperiale.  
In particolare il primo nababbo del Bengala, Murshid Quli Khan, che era stato ministro delle finanze del Moghul, strinse un'alleanza con la famiglia Jagat Seth, che fissò la sua sede a Murshidabad.
Nel 1740 i Jagat Seth aiutarono Alivardi Khan a deporre l'ultimo discendente di Murshid e a salire sul trono bengalese.  
La Compagnia inglese delle Indie Orientali si rese conto che era l'opposizione dei Jagat Seth ad impedire alla Compagnia di ottenere privilegi ed agevolazioni dal nababbo. Così, dopo la morte di Alivardi Khan e l'ascesa al trono del suo successore Sirāj-ul-Daulah, nel 1757 la Compagnia prese accordi proprio con i Jagat Seth oltre che con altri notabili per deporre il nuovo nababbo e mettere al suo posto Mir Jāfar. Secondo Maya Jasanoff, i Jagath Seth offrirono ben 4 milioni di sterline del tempo (oggi sarebbero cento volte di più) per deporre il nababbo ed installare al suo posto un "collaboratore" più accomodante. Assicuratasi l'appoggio dei potenti locali, la Compagnia fece intervenire il corpo di spedizione di Robert Clive, che sconfisse le truppe bengalesi nella battaglia di Plassey.  Formalmente salì sul trono Mir Jāfar, ma di fatto iniziò la dominazione inglese sul Bengala.
La famiglia Jagat Seth fu decapitata nel 1763, durante il regno del successore di Mir Jafar, Mir Kasim.